# Karakarák

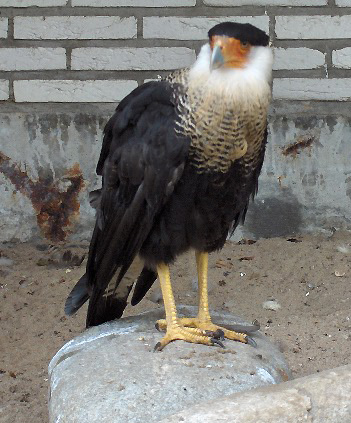
A bóbitás karakara (Polyborus plancus) a karakarák közül az egyetlen faj amelyik Észak-Amerikában is előfordul

A  karakarák (Caracarini) a madarak osztályának a sólyomalakúak (Falconiformes) rendjébe tartozó sólyomfélék (Falconidae) családjának, azon belül pedig a sólyomformák (Falconinae) alcsaládjának egyik nemzetsége.

## Rendszerezés
A sólyomféléken belül a nemek rokonsági foka és az alcsaládrendszer meghatározása nem minden rendszerben egyforma. 
Korábban nem különböztettek meg alcsaládokat a családon belül. Később a karakarákat (Polyborinae), valamint a kígyászsólymot és az erdeisólymokat elkülönítették alcsaládi szinten is a valódi sólymoktól, vércséktől és törpesólymoktól.
A DNS-szintézisen alapuló vizsgálat kiderítette, a karakarák csak távolabbi rokonaik az erdeisólymoknak, közelebb állnak a valódi sólymokhoz, mint korábban gondolták, így e két csoport együtt alkotja a Falconinae alcsaládot.
Azonban ezen belül kettő nemzetséget (tribusz) különböztetnek meg, melyeknek önálló leszármazási vonaluk van.
Egyik nemzetségbe tartoznak a karakarák, míg a másikba a valódi sólymok. A két nemzetség között összekötő fajként áll a dél-amerikai pettyes törpesólyom (Spiziapteryx circumcinctus), melyet többnyire a valódi sólymok közé sorolnak, de bizonyos tulajdonságaiban a karakarákra is emlékeztet.
A nemzetségébe a következő 5 nem és 10 élő és egy kihalt faj tartozik:
- Ibycter (Vieillot, 1816) – 1 faj
  - pirostorkú karakara (Ibycter americanus)  más néven (Daptrius americanus)

- Daptrius  (Vieillot, 1816) – 1 faj
  - fekete karakara vagy sárgatorkú karakara (Daptrius ater)

- Phalcoboenus  (d’Orbigny, 1834) – 4 faj
  - fehértorkú karakara (Phalcoboenus albogularis)
  - tűzföldi karakara (Phalcoboenus australis)
  - csíkos karakara (Phalcoboenus carunculatus)
  - hegyi karakara (Phalcoboenus megalopterus)

- Caracara  (Merrem, 1826) – 3 faj 
  - bóbitás karakara (Caracara plancus) más néven (Polyborus plancus)
  - Guadeloupe-karakara (Caracara lutosus) más néven (Polyborus lutosa) – kihalt
  - Caracara cheriway – egyes rendszerekben csak a bóbitás karakara szinonimája.

- Milvago  (Spix, 1824) – 2 faj.
  - pásztorkarakara (Milvago chimachima)
  - füstös karakara (Milvago chimango)

## Képek

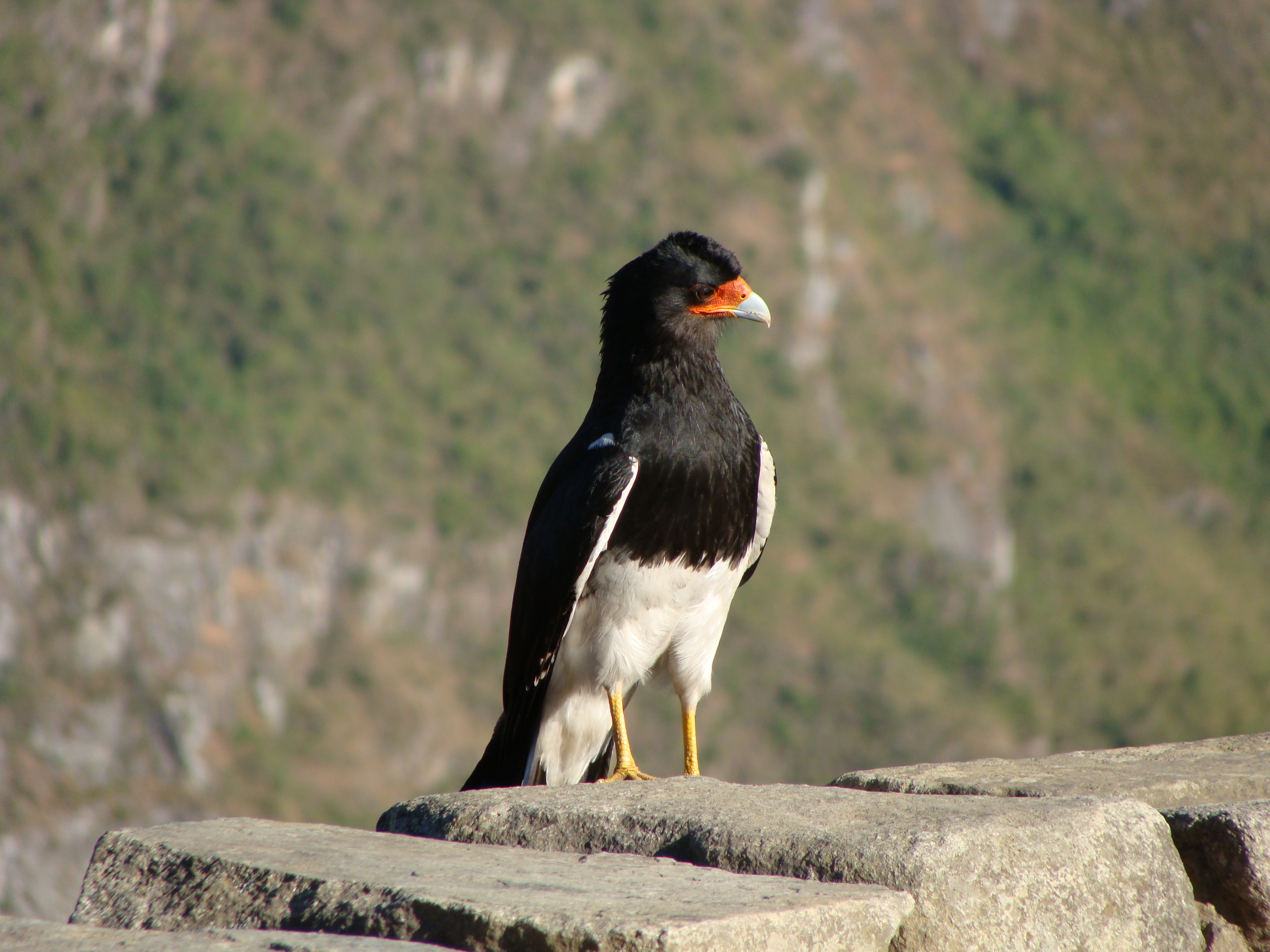
Hegyi karakara (Phalcoboenus megalopterus)
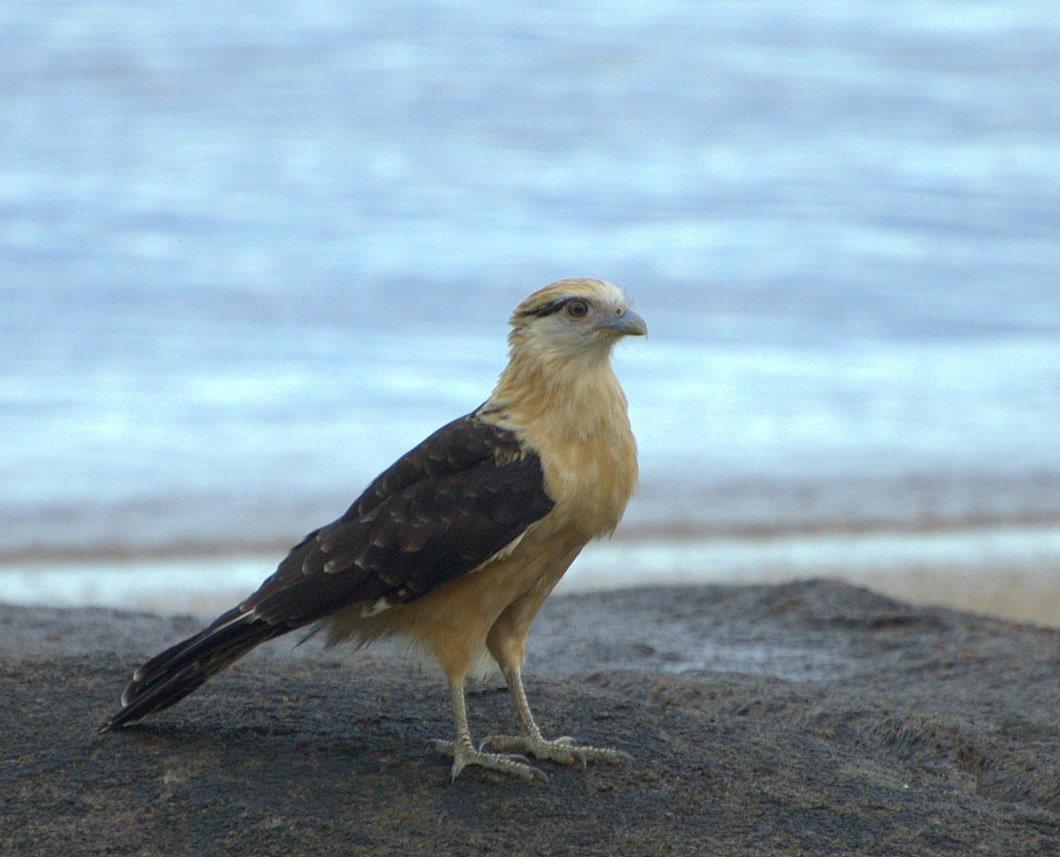
Pásztorkarakara (Milvago chimachima)